# David Wengrow
David Wengrow   (25 de juliol de 1972) és un arqueòleg anglès i professor d'arqueologia comparada al University College de Londres. Va ser coautor del best-seller internacional The Dawn of Everything: A New History of Humanity que va ser finalista del premi Orwell el 2022. Wengrow ha contribuït amb articles sobre temes com la desigualtat social i el canvi climàtic a The Guardian i The New York Times.

## Trajectòria
Wengrow es va matricular a la Universitat d'Oxford el 1993, obtenint una llicenciatura en arqueologia i antropologia. El 1998 va fer un màster en arqueologia mundial i després va estudiar un doctorat en filosofia sota la supervisió de Roger Moorey completat el 2001. Andrew Sherratt va tenir una influència notable durant la seva època a Oxford.
Wengrow ha dut a terme excavacions arqueològiques a Àfrica i Orient Mitjà, i així com també en col·laboració amb el Museu Sulaymaniyah al Kurdistan iraquià. És autor de nombrosos llibres i articles acadèmics sobre temes com els orígens de l'escriptura, l'art antic, les societats neolítiques i l'aparició dels primers estats a Egipte i Mesopotàmia. El 2020 Wengrow va elaborar un llibre sobre la història de la desigualtat amb l'antropòleg David Graeber només tres setmanes abans de la mort d'aquest. The Dawn of Everything: A New History of Humanity es va publicar a la tardor de 2021.
L'any 2023 Wengrow va rebre la Càtedra Albertus Magnus de la Universitat de Colònia, un dels més importants honors acadèmics de la universitat, amb anteriors destinataris que inclouen científics i investigadors tan reconeguts com Michael Tomasello, Bruno Latour i Judith Butler.